# Morné Van Niekerk
Morné Van Niekerk (Centurion, 17 agosto 1995) è un ciclista su strada e pistard sudafricano che corre per il team St Michel-Mavic-Auber93.

## Palmarès

### Strada
- 2015 (Dilettanti, una vittoria)

Campionati sudafricani, Prova a cronometro Under-23

#### Altri successi
- 2013 (Juniores)

Campionati africani, Cronosquadre Junior
- 2019 (St Michel-Auber93)

Classifica scalatori Tour du Limousin
- 2024 (St Michel-Auber93)

Gauteng Provincials

### Pista
- 2015

Campionati africani, Inseguimento a squadre (con Stefan de Bod, Hendrik Kruger e Kellan Gouveris)
Campionati africani, Americana (con Nolan Hoffman)
- 2016

Campionati sudafricani, Inseguimento a squadre (con Nolan Hoffman, David Maree e Reynard Butler)
Campionati sudafricani, Corsa a punti

## Piazzamenti

### Competizioni mondiali
- Campionati del mondo

Richmond 2015 - Cronometro Under-23: 37º
Glasgow 2023 - In linea Elite: ritirato